# Shunan
Shunan (周南市 -shi) é uma cidade japonesa localizada na província de Yamaguchi.
Em 2003, a cidade tinha uma população estimada em 155 157 habitantes e uma densidade populacional de 236,52 h/km². Tem uma área total de 656,00 km².
Recebeu o estatuto de cidade a 21 de Abril de 2003.

## Cidades-irmãs
- Delfzijl, Países Baixos
- Townsville, Austrália
- São Bernardo do Campo, Brasil